# Amyl and the Sniffers (Album)
Amyl and the Sniffers ist das erste Studioalbum der australischen Rockband Amyl and the Sniffers, das am 24. Mai 2019 erschien. Es wurde bei den ARIA Music Awards 2019 als bestes Rockalbum ausgezeichnet und als bestes Album nominiert.

## Entstehung
Die Band hatte in den Jahren 2016 und 2017 zwei EPs veröffentlicht, die beide zusammengestellt im Jahre 2018 in Europa erschienen. Laut der Band hatten die Musiker keine Zeit, um an ihrem Debütalbum zu arbeiten, weil sie „die ganze Zeit auf Tournee gewesen wären“. Aufgenommen wurde das Album in dem Tonstudio McCall Sound im englischen Sheffield. Laut dem Gitarristen Declan Martens hat die Band erstmals in einem echten Studio und mit einem echten Produzenten gearbeitet. Produziert und gemischt wurde das Album von Ross Orton, während Dick Beetham das Mastering übernahm. Das Lied Some Mutts (Can’t Be Muzzled) wurde für das Album neu aufgenommen. GFY steht für Go Fuck Yourself. Musikvideos wurden für die Lieder Some Mutts (Can’t Be Muzzled), Monsoon Rock, Got You und Gacked on Anger veröffentlicht.

## Titelliste
1. Starfire 500 – 3:36
2. Gacked on Anger – 1:49
3. Cup of Destiny – 2:15
4. GFY – 1:48
5. Angel – 2:50
6. Monsoon Rock – 2:25
7. Control – 2:34
8. Got You – 2:18
9. Punisha – 1:44
10. Shake Ya – 3:17
11. Some Mutts (Can’t Be Muzzled) – 4:22

## Rezensionen
Neil Z. Yeung vom Onlinemagazin AllMusic beschrieb das Album als „idealen Soundtrack für eine in Schweiß und Bier gebadete Kneipenschlägerei“ sowie als „vielversprechende Salve einer jungen Band“ und vergab dreieinhalb von fünf Punkten. Thomas Smith vom New Musical Express schrieb, dass die Band „Pub-Punk“ spielt, der für „die größten Bühnen bestimmt“ sei, und bezeichnete das Album als „rotzigen Punk vom Feinsten“, dem er vier von fünf Punkten gab.

## Chartplatzierungen
| ChartsChartplatzierungen     | Höchstplatzierung | Wochen |
| ---------------------------- | ----------------- | ------ |
| Australien (ARIA)            | 22 (1 Wo.)        | 1      |
| Vereinigtes Königreich (OCC) | 91 (1 Wo.)        | 1      |